# 巴拉頓萊萊
巴拉頓萊萊（匈牙利語：Balatonlelle）是匈牙利紹莫吉州的城鎮，位於該國中部巴拉頓湖南岸，面積43.23平方公里，2011年人口4,824，其中約七成居民信奉天主教。

## 友好城市
- 羅馬尼亞 弗勒希察
- 德国 拉姆施泰因-米森巴赫

## 外部連結
- Balatonlelle.hu （页面存档备份，存于） （匈牙利文） （德文）
- Street map （匈牙利文）

46°47′12″N 17°41′47″E / 46.7867617°N 17.6965209°E